# هايل العجلوني
هايل العجلوني مخرج وشاعر وكاتب ومهندس ديكور أردني، (24 مارس 1944 - 27 أبريل 2014).

## المرحلة الدراسية
أنهى دراسته الثانوية في القاهرة عام 1961 ثم درس في جامعة الأسكندرية (كلية الحقوق) سنة أولى فقط 1962. التحق بجامعة مدريد (كلية الفنون الجميلة) وحصل على درجة الماجستير في هندسة الديكور عام 1967
التحق بالتلفزيون الأردني بفترة التأسيس وعمل فيه مهندساً للديكور عام 1967.
أوفد في بعثة دراسية إلى إنجلترا وتخصص في الأنتاج السمعي البصري والإخراج السينمائي وتخرج في عام 1969. أوفد في بعثة تبادلية إلى الصين الوطنية تايوان وعمل هناك في مجال الأخراج والأنتاج عام 1973.

## التلفزيون الأردني
تدرج في التلفزيون الأردني بالوظائف التالـيـة:-
مهندس ديكور من عام 1967 ولغاية 1970.
رئيس قسم الديكور من عام 1970 ولغاية 1975.
مدير الدائرة الفنية من عام 1975 ولغاية 1982.
مستشاراً فنياً من عام 1982 ولغاية 1986.

## أهم أعماله
ساهم في عدد كبير من الأعمال الدرامية العربية كمهندس للديكور وكاتب للنص والسيناريو ومخرج. من أهم أعماله فيلم الزهرة البرية ودانا والبحر.
نشأ منذ طفولته رساماً وساهم في العديد من المعارض الفنية منذ 1959 م لغاية 1973
كتب الشعر، القصة القصيرة والرواية والمسرحية والمقال في الصحف الأردنية منذ عام 1962.
•تخصص في كتابة السيناريو الدرامي منذ 1974.
.تخصص في البحوث الفكرية والفنية والأدبية والنقد الفني والسينمائي.
•	له العديد من المسلسلات الدرامية والكوميدية والثقافية من إنتاج جهات عربية متعدّدة وفي دول مثل اليونان، دبي، وأبو ظبي.

## من أعماله المطبوعة والمنشورة
الرحيل،	ديوان شعر 1960.
أول مرة، ديوان شعر 1975.
صلوات العشق المحظور، ديوان شعر 1980.

## من أعماله المعدة للطبع والنشر
الثالث طوفان النار، مسرحية شعرية.
أدركنا الوقت، مسرحية شعرية.
من نزف شريان جديد، ديوان شعر.
عشرون قصيدة إلى عيون حبيبتي، ديوان شعر.
إمبراطورية الفحم، حوارية شعرية.
كيف وماذا نكتب للتلفزيون، دراسة حول أوضاع الفكر والأدب في التلفزيون.
شيء من الألتزام، دراسة مطولة من خلال سيرة ذاتية تعنى بالأصالة المهنية.

## حياته المهنية
شارك في العديد من الأنشطة الثقافية في الأردن والوطن العربي واشترك في أكثر من رابطة للكتاب والفنانين.
عضو مؤسس في اتحاد الفنانين العرب - (القاهرة).
عضو مؤسس في لجنة الصناعة السينمائية الأردنية.
شارك في العديد من لجان التحكيم في حقلي التلفزيون والمسرح وبمهرجانات عربية ومحلية.
أسسَ مؤسسته الخاصة _ (دروب للأنتاج الفني) - عام 1990 وأنتج عدداً من الأفلام الوثائقية أهمها فيلم (يد المستقبل) لحساب التلفزيون الأيطالي عام 1992.
عضو متقاعد في نقابة الفنانين الأردنيين.
آخر إنتاج خاص له مسلسل الأطفال «دانا والبحر».
حصل هذا المسلسل على الجائزة الذهبية لأفضل دراما أطفال والجائزة الذهبية للإبداع وأفضل إنتاج في مهرجان القاهرة للإذاعة والتلفزيون عام 1996.
قام بإخراج الجزء الأول المؤسس للموسوعة العربية (فضاؤنا الكبير) والمكوّن من ثلاثين حلقة للطفل.

## حياته الشخصية
متزوج من الفنانة الأردنية (إيمان مدانات) والتي تحمل الاسم الفني (إيمان هايل).
له ولدان نورس و نيروز العجلوني.
عمل في الكتابة وخاصّة للتلفزيون والمسرح والسينما والأبحاث التي تتصل بالتخصصات الفنية بفروعها المختلفة.

## وفاته
توفي هايل العلجوني في 27 إبريل 2014 في العاصمة الأردنية عمان بعد معاناة طويلة مع مرض السكري في مدينة الحسين الطبية.